# LOL (film)
A LOL 2012-es amerikai tini romantikus-filmvígjáték, amelyet Lisa Azuelos írt és rendezett. A főszerepben Miley Cyrus, Demi Moore, Ashley Greene és Adam Sevani látható.
Az Egyesült Államokban 2012. május 4-én került korlátozott számban a mozikba a Lionsgate forgalmazásában. Általánosságban negatív véleményeket kapott a kritikusoktól, és mindössze 10.4 millió dolláros bevételt hozott a 11 millió dolláros költségvetéssel szemben.

## Rövid történet
Az új tanév kezdetén Lola szívét összetöri a barátja, azonban hamarosan meglepi legjobb barátja, az ígéretes zenész Kyle, aki felfedi érzéseit a lány iránt.

## Szereplők
- Miley Cyrus – Lola "Lol" Williams
- Demi Moore – Anne Williams
- Ashley Hinshaw – Emily
- Ashley Greene – Ashley
- Jay Hernandez – James
- Thomas Jane – Allen Williams
- Marlo Thomas – Gran Williams
- Douglas Booth – Kyle Ross
- George Finn – Chad
- Lina Esco – Janice
- Tanz Watson – Lloyd
- Adam Sevani – Wen
- Nora Dunn – Emily anyja
- Gina Gershon – Kathy
- Fisher Stevens – Roman
- Austin Nichols – Mr. Ross
- Jean-Luc Bilodeau – Jeremy
- Brady Tutton – Jackson

## Díjak és jelölések
| Díj                         | Kategória                         | Átvevő      | Eredmény |
| --------------------------- | --------------------------------- | ----------- | -------- |
| 2012-es Teen Choice Awards  | Choice Movie színésznő: Romantika | Miley Cyrus | Jelölve  |
| 2012-es Do Something Awards | Filmsztár: Nő                     | Miley Cyrus | Jelölve  |

## Médiakiadás
A filmet a Lionsgate Home Entertainment 2012. július 31-én adta ki az Egyesült Államokban DVD-n, Blu-rayen, digitálisan letölthető és megrendelhető változatban.

## Fogadtatás
A Rotten Tomatoes oldalon a film 17%-os értékelést és 3,7/10-es átlagpontszámot kapott hat kritika alapján.

## Filmzene
1. "Everybody" – Ingrid Michaelson
2. "Everybody's Got to Learn Sometime" – Jean-Phillipe Verdin
3. "You Can't Always Get What You Want" – The Rolling Stones
4. "Somewhere Only We Know" – Keane
5. "Houdini" – Foster the People
6. "The Big Bang" – Rock Mafia
7. "Microphone" – Coconut Records
8. "Location" – Freelance Whales
9. "Cul et chemise" – BB Brunes
10. "Birds" – The Submarines
11. "Heart on Fire" – Jonathan Clay
12. "Little Sister" – Jonathan Clay és Becky Henkel
13. "Dreamers" – Jonathan Clay
14. "I'm Gonna Love You Just a Little More Baby – the LOL School Girls